# Eckart Sonnemann
Eckart Sonnemann (* 7. März 1940 in Helmstedt; † 19. März 2007) war ein deutscher Mathematiker.
Nach dem Abitur begann er ein Studium der Mathematik an der Westfälischen Wilhelms-Universität in Münster, welches von 1961 bis 1967 dauerte. Dort war er auch anschließend als wissenschaftlicher Assistent am Institut für Mathematische Statistik bis 1971 beschäftigt. Mit der Betreuung von Hermann Witting erlangte er dort 1970 seine Promotion.
Im Jahre 1971 wechselte er an das Institut für Information, Dokumentation und Statistik im Deutschen Krebsforschungszentrum in Heidelberg, wo er bei Herbert Immich bis 1973 als wissenschaftlicher Mitarbeiter tätig war. An die Universität Hamburg ging er 1973, um im Institut für Mathematische Statistik zu arbeiten.
Im Jahre 1977 folgte er einer Berufung an die Universität Dortmund, wo er als Professor die Leitung der Abteilung Statistik übernahm. Anschließend war er von 1982 bis zu seiner Emeritierung zum 1. Oktober 2001 als Professor für Angewandte Mathematik und Statistik an der Universität Trier für den Lehrstuhl für Statistik tätig. Die Schwerpunkte seiner Arbeit lag in den Bereichen Multivariate lineare Modelle, Mehrentscheidungsverfahren und der Versuchsplanung.
Gerade im Bereich der Statistik entwickelte er Methoden zur optimalen Versuchsplanung und der multiplen Tests, wobei biometrische Anwendungen im Vordergrund standen. Er gehörte der Fachgruppe Stochastik der Deutschen Mathematiker-Vereinigung (DMV) an.
Bei der Biometrischen Gesellschaft übernahm er in der Deutschen Region von 1984 bis 1986 den Vorsitz.

## Schriften
- Statistik. Eine elementare Einführung. Fortbildungskurs für Mathematiklehrer, Dortmund 1979
- U-Optimum row-columns designs for the comparison of two treatments, in: Metrika, Volume 32, Number 1 / December 1985